# Haningealliansens FF
Haningealliansens FF var en fotbollsförening från Handen i Haninge kommun i Södermanland/Stockholms län. Föreningen bildades 1999 genom sammanslagning av Västerhaninge IF s fotbollssektion (från Västerhaninge) och Haninge FF (i sin tur en sammanslagning av Österhaninge IF, Jordbro SK och Handens SK). Klubben gick i konkurs 2006.